# Cratere Ptah
Ptah è un cratere sulla superficie di Ganimede.